# Профессиональная коллегия
Профессиональная коллегия — это юридические лица, которым поручено служить общественным интересам путем регулирования профессиональной деятельности.
Большинство профессиональных коллегий законодательно закреплены как требования для работы в определённой области. Например, ни один работник в Онтарио не может работать в обязательной профессии без членства в Ontario College of Trades.
Профессиональные коллегии наделены определёнными полномочиями и обязанностями парламентскими актами. Им поручено защищать общественность путем расследования случаев ненадлежащего поведения со стороны участников, а также изгнания или предъявления обвинений участникам, виновным в нарушениях.
Неправомерное поведение может включать умышленные злонамеренные действия, но также может включать несоблюдение стандартов компетентности, установленных коллегией, или несоблюдение установленного этического кодекса, или нарушение одного из подзаконных актов, принятых коллегией.
Помимо расследования неправомерных действий, они обязаны вести публичный реестр членов.